# Paladin Studios
Paladin Studios was een Nederlands bedrijf gespecialiseerd in de ontwikkeling van computerspellen, actief van 2005 tot 2024 en gevestigd in de Caballero Fabriek in Den Haag. Het bedrijf richtte zich voornamelijk op de productie van casual mobiele spellen.

## Geschiedenis
Paladin Studios werd op 1 juli 2005 opgericht door Derk de Geus en Dylan Nagel. Aanvankelijk werkte het bedrijf aan simulators, serious games en interactieve visualisaties. In 2007 ontwikkelde het bedrijf, in samenwerking met adviesbureau Qeam, het project EnerCities.  Na bijna een jaar van voorstellen en ontwikkeling kreeg het project financiële steun van het Intelligent Energy-programma van de Europese Commissie. Toen Nagel in 2011 het bedrijf verliet, maakten ze de overstap naar entertainmentgames.
Hun eerste entertainmentspel, Jimmy Pataya, werd in 2012 binnen twee weken ontwikkeld voor de iPhone. Daarna spendeerden ze twee jaar aan het ontwikkelen van Momonga Pinball Adventures. Later werkten ze samen met DeNA aan de ontwikkeling van de mobiele games Wonder Golf en Rob and Roll, en met Bandai Namco aan Galaga Wars. In 2017 ontwikkelden ze het spel Stormbound voor Kongregate, waarbij ze financiële ondersteuning verkregen van zowel de WBSO- als de Gamefonds-regelingen.
In datzelfde jaar bracht Nintendo, geïnteresseerd in het werk van Paladin Studios en hun eerdere ervaring met Japanse speluitgevers, een bezoek aan de studio. Tijdens dit bezoek werden gesprekken gevoerd over mogelijke samenwerkingsprojecten, wat resulteerde in een samenwerking met Nintendo in 2018 voor de ontwikkeling van het spel Good Job!, dat gedurende twee jaar werd ontwikkeld.
In maart 2019 kondigde oprichter Derk de Geus aan zijn functie als CEO van het bedrijf neer te leggen, waarna Kay Gruenwaldt werd benoemd tot de nieuwe CEO. De Geus nam de rol van 'Chairman of the Board' op zich. Op 26 november van hetzelfde jaar kondigde het bedrijf aan dat veertien werknemers zouden worden ontslagen, terwijl een aantal werknemers met tijdelijke contracten geen verlenging zouden krijgen. De Geus en Gruenwaldt verklaarden dat de studio een groot project zou afronden, maar nog geen nieuw project had weten binnen te halen. Hierdoor was een reorganisatie en inkrimping noodzakelijk, ondanks eerdere groei. Paladin streefde naar een efficiëntere organisatie en toonde vertrouwen in lopende game-ontwikkelingen. In 2021 verliet Gruenwaldt het bedrijf, waarop De Geus weer de positie van CEO op zich nam.
Op 1 mei 2024 heeft Paladin Studios na bijna 19 jaar haar activiteiten stopgezet. Ondanks eerdere successen slaagde de studio er niet in voldoende werk te vinden om de kosten te dekken, wat tot deze beslissing heeft geleid. Als gevolg van deze sluiting hebben 45 werknemers hun baan verloren. Het bedrijf heeft aangekondigd dat hun bestaande games beschikbaar zullen blijven, met de intentie om ook in de toekomst technische ondersteuning te bieden.

## Ontwikkelde spellen
| Uitgave | Titel                                      | Uitgever(s)                                              | In samenwerking met         | Platform |
| ------- | ------------------------------------------ | -------------------------------------------------------- | --------------------------- | --- |
| 2008    | Audiosurf (3D-modellering)                 | Audiosurf, LLC                                           | Audiosurf, LLC              | Windows |
| 2011    | EnerCities                                 | Eigen beheer                                             | Qeam, Europese Commissie    | Webbrowser |
| 2012    | Jimmy Pataya                               | Eigen beheer                                             | —                           | iOS |
| 2013    | Momonga Pinball Adventures                 | Eigen beheer, Game Troopers, Rainy Frog, Plug In Digital | —                           | iOS, Android, Wii U, Windows Phone, Windows Apps, Windows, Macintosh, PlayStation 4, Xbox One, Blacknut, Nintendo Switch |
| 2013    | Nikko RC Racer                             | Eigen beheer                                             | Nikko RC, Elastik. Concepts | iOS |
| 2014    | Wonder Golf                                | DeNA                                                     | —                           | iOS |
| 2015    | Rob and Roll                               | DeNA                                                     | —                           | iOS |
| 2016    | Galaga Wars                                | Bandai Namco Entertainment                               | —                           | iOS, Android |
| 2016    | Alice in Wonderland Puzzle Golf Adventures | Eigen beheer                                             | Tapstar Interactive         | iOS, Android |
| 2017    | Stormbound                                 | Kongegrate                                               | —                           | iOS, Android, Windows, Macintosh, webbrowser                                                                             |
| 2017    | My Tamagotchi Forever                      | Bandai Namco Entertainment                               | —                           | iOS, Android |
| 2017    | Amazing Katamari Damacy                    | Bandai Namco Entertainment                               | —                           | iOS, Android |
| 2020    | Good Job!                                  | Nintendo                                                 | —                           | Nintendo Switch |
| 2021    | Cut the Rope Remastered                    | Eigen beheer                                             | —                           | Macintosh, iOS, tvOS |
| 2022    | Nailed It! Baking Bash                     | Netflix                                                  | —                           | iOS, Android |
| 2023    | Cut the Rope 3                             | ZeptoLab                                                 | ZeptoLab Green              | Macintosh, iOS, tvOS, visionOS                                                                                           |

## Prijzen
- In 2013 was Laka, een serious game van Paladin, genomineerd voor de The Future of Health Award van Games for Health Europe Conference.[12]
- In 2017 ontving Paladin de "Best Mobile Game"-prijs tijdens de Gamescom Indie Arena.
- Tijdens de Dutch Game Awards van 2021 won het bedrijf "Best Game" en "Best Game Design" voor Good Job![13]